# Julius Robert von Mayer
Julius Robert von Mayer (Heilbronn, 25 novembre 1814 – Heilbronn, 20 marzo 1878) è stato un medico e fisico tedesco.

## Biografia
Spirito inquieto e libertario, Mayer si iscrive a medicina a Tubinga dove si laurea, ma subito dopo si imbarca su una nave della marina olandese per raggiungere l'isola di Giava, al fine di potervi condurre delle ricerche naturalistiche.
L'insieme delle sue riflessioni e delle sue esperienze sulla temperatura e sulle variazioni del calore nei corpi sia animali che materiali lo convincono dell'equivalenza energetica tra il lavoro meccanico e il calore.
Formulò nello stesso periodo dell'inglese James Prescott Joule il "principio di equivalenza del calore": il calore è una forma di vis equivalente alla meccanica, ed è possibile compiere delle trasformazioni dall'una all'altra vis.
Anche se la sua intuizione data sin dagli anni 1841-1842, egli non possiede una sufficiente cultura matematica, e non può esprimere il principio in un'equazione compiuta. Per quanto egli riceva attenzioni da parte del grande chimico Justus von Liebig, che accetta di pubblicare un suo articolo sulla sua rivista scientifica, Mayer finisce per non riuscire a far conoscere e a rivendicare la scoperta e la paternità del principio, che sarà compiutamente esposto e dimostrato in una celebre esperienza da James Prescott Joule nel 1843.
Il "principio di equivalenza", assodato come uno dei più importanti concetti teorici anche per la fisica moderna, gli offre spunti per il suo materialismo filosofico, col quale nega l'esistenza di qualsiasi principio spirituale che possa essere ipotizzato come causa sia della vita e sia del pensiero, considerandoli meri esiti di un processo di evoluzione di tipo spenceriano della materia. 
Non portato per trascrivere le sue scoperte, malgrado i suoi importanti studi, non ha lasciato purtroppo pubblicazioni degne di nota.